# 巴拿馬航空
巴拿馬航空（英語：Copa Airlines）是巴拿馬的國家航空公司，以巴拿馬托库门国际机场為基地，为星空联盟成员。1944年，巴拿马的投资人联合泛美航空成立巴拿马航空公司（西班牙語：Compañía Panameña de Aviación），后简称为Copa，并于1947年首航。泛美航空于1971年撤资。所有权后转至航空投资公司（西班牙語：Corporación de Inversiones Aéreas, S.A, CIASA）。1980年巴拿马航空停飞国内航班。
巴拿马航空航线在1990年代逐渐扩张，航点遍布南北美洲。1998年美国大陆航空注资巴拿马航空，成立美资巴拿馬航空控股，CIASA持股51%，大陆航空持股49%。此时大陆航空和巴拿马航空在战略、运营、技术和品牌形象均有深度合作。2005年巴拿马航空控股在纽约证券交易所上市，大陆航空逐渐卖出股份，CIASA成为唯一大股东，截至2022年持股27.8%。2012年6月21日，随着持股方美国大陆航空被美国联合航空吞并，巴拿馬航空宣布退出天合联盟并加入星空聯盟。

## 航點與代碼共享

### 航點
巴拿馬航空目前飛往美洲及加勒比海地區等31個國家80個目的地。

參照：巴拿馬航空航點列表

### 代碼共享
- 全日本空輸
- 墨西哥國際航空
- 法國航空
- 韓亞航空
- 哥倫比亞航空
- 阿聯酋航空
- 高爾航空
- 西班牙國家航空
- 荷蘭皇家航空
- LC秘魯航空
- 漢莎航空
- 秘魯人航空
- 厄瓜多航空
- 土耳其航空
- 美國聯合航空
- 長榮航空

## 機隊
截至2024年12月，巴拿馬航空的機隊如下：

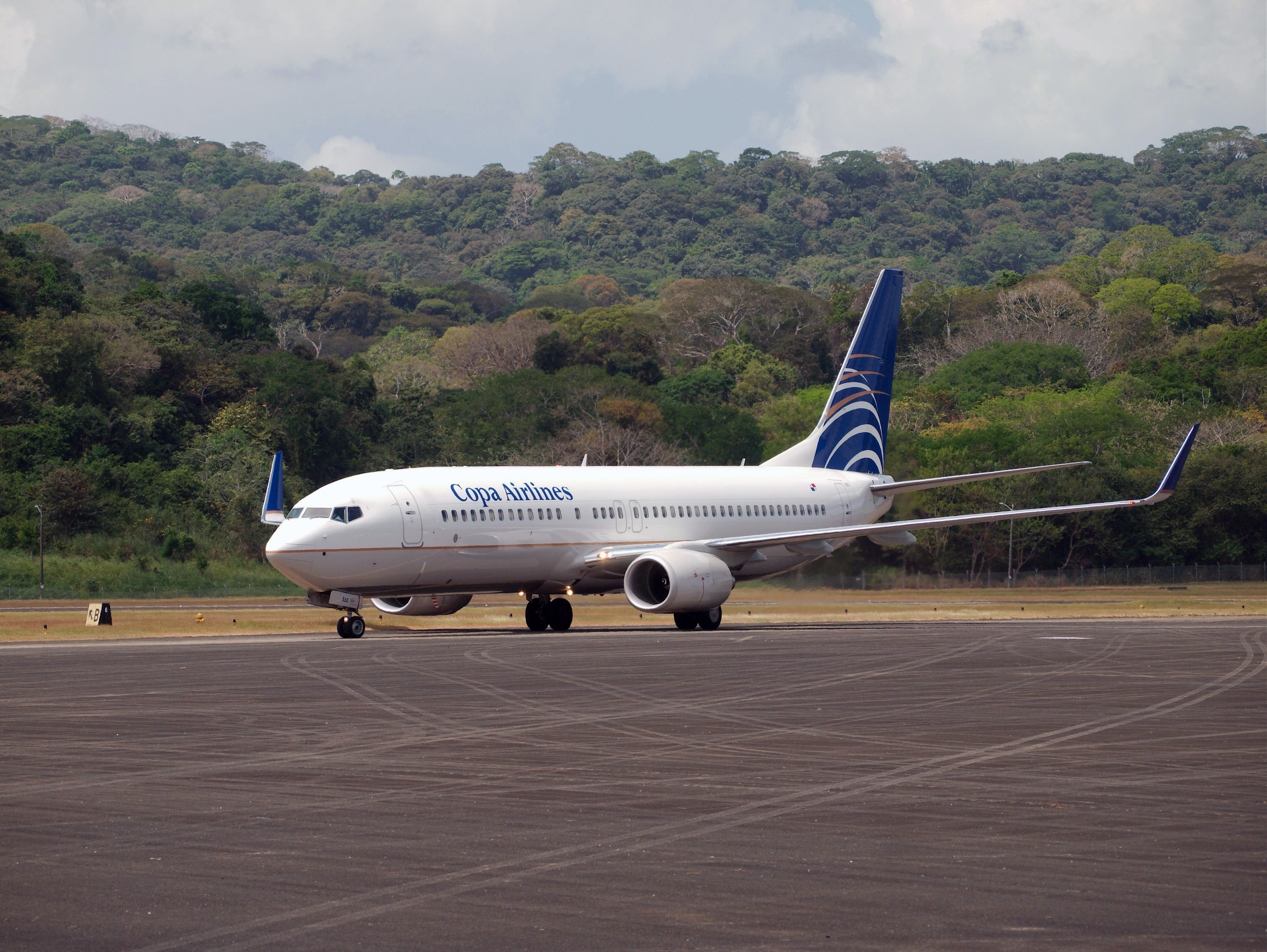
巴拿馬航空波音737

- 巴拿馬航空是E190客機於拉丁美洲的始發客戶，同時它使用波音波音737-700客機飛行巴拿馬城往返蒙得维的亚，也是波音737-700客機飛行距離最長的定期航班
- 2015年4月，巴拿馬航空公司訂購了61架波音波音737 MAX 8和波音737 MAX 9。每種型號的飛機數量尚未公佈
- 2015年11月，巴拿馬航空宣布E190逐步退役，轉而波音737MAX替代。已於2020年全面退租
- 2020年中宣佈受新冠肺炎疫情影響，波音737-700客機提前於同年底退役
- 截至2020年3月，巴拿馬航空平均機齡約為9年

## 外部連結
- 巴拿馬航空 （页面存档备份，存于）（西班牙文）（英文）（葡萄牙文）
- 巴拿馬航空的Facebook專頁
- 巴拿馬航空的Instagram帳戶
- 巴拿馬航空的X（前Twitter）
- 巴拿馬航空 （页面存档备份，存于）的Google+官方帳號